# Kvalspelet till världsmästerskapet i innebandy för damer 2011
Kvalspelet till Världsmästerskapet i innebandy för damer 2011 spelades mellan 29 januari och 6 februari 2011. En seger gav två poäng, oavgjort gav 1 poäng och förlust gav noll poäng.
Förutom de sju bästa länderna från A-gruppen och vinnaren av B-gruppen i Innebandy-VM 2009 i Sverige skulle ytterligare åtta länder kvalificera sig till "Världsmästerskapet i Schweiz" som spelas 4-11 december 2011. Kvalet spelades om fyra grupper, där två avgjordes i Europa (en i Spanien och en i Polen), en i Nordamerika och en i Australien (avgjordes i samband med Asia Pacific Floorball Championships 2011).
Följande länder kvalade in till Världsmästerskapet:
- Från Europa: Danmark, Nederländerna, Polen, Slovakien, Tyskland, Ungern
- Från Nordamerika: USA
- Från Asien/Oceanien: Japan

## Grupp 1 Europa
Kvalet avgjordes i Benidorm, Spanien mellan den 2 och 6 februari 2011

### Tabell
Not: M = Spelade matcher, V = Vinster, O = Oavgjorda matcher, F = Förluster, GM = Gjorda mål, IM = Insläppta mål, P = Poäng, MSK = Målskillnad
| Lag           | M | V | O | F | GM | IM | P | MSK |
| ------------- | - | - | - | - | -- | -- | - | --- |
| Tyskland      | 4 | 4 | 0 | 0 | 40 | 9  | 8 | +31 |
| Danmark       | 4 | 3 | 0 | 1 | 25 | 4  | 6 | +21 |
| Nederländerna | 4 | 2 | 0 | 2 | 21 | 18 | 4 | +3  |
| Spanien       | 4 | 1 | 0 | 3 | 11 | 29 | 2 | −18 |
| Italien       | 4 | 0 | 0 | 4 | 7  | 44 | 0 | −37 |

### Resultat
| Datum           | Match              | Resultat | Stad     | Publik | Rapport |
| --------------- | ------------------ | -------- | -------- | ------ | ------- |
| 2 februari 2011 | Danmark - Tyskland | 2 - 3    | Benidorm | 94     | Rapport |
| 2 februari 2011 | Spanien - Italien  | 5 - 2    | Benidorm | 203    | Rapport |
| 3 februari 2011 | Holland - Spanien  | 9 - 3    | Benidorm | 216    | Rapport |
| 3 februari 2011 | Italien - Danmark  | 0 - 11   | Benidorm | 173    | Rapport |
| 4 februari 2011 | Italien - Tyskland | 2 - 19   | Benidorm | 74     | Rapport |
| 4 februari 2011 | Danmark - Holland  | 4 - 1    | Benidorm | 128    | Rapport |
| 5 februari 2011 | Holland - Italien  | 9 - 3    | Benidorm | 68     | Rapport |
| 5 februari 2011 | Tyskland - Spanien | 10 - 3   | Benidorm | 73     | Rapport |
| 6 februari 2011 | Spanien - Danmark  | 0 - 8    | Benidorm | 132    | Rapport |
| 6 februari 2011 | Tyskland - Holland | 8 - 2    | Benidorm | 31     | Rapport |

## Grupp 2 Europa
Kvalet avgjordes i Rakoniewice, Polen mellan den 2 och 6 februari 2011

### Tabell
Not: M = Spelade matcher, V = Vinster, O = Oavgjorda matcher, F = Förluster, GM = Gjorda mål, IM = Insläppta mål, P = Poäng, MSK = Målskillnad
| Lag       | M | V | O | F | GM | IM | P | MSK |
| --------- | - | - | - | - | -- | -- | - | --- |
| Polen     | 5 | 4 | 1 | 0 | 47 | 11 | 9 | +36 |
| Slovakien | 5 | 4 | 0 | 1 | 44 | 11 | 8 | +33 |
| Ungern    | 5 | 3 | 0 | 2 | 50 | 16 | 6 | +34 |
| Estland   | 5 | 2 | 1 | 2 | 31 | 18 | 5 | +13 |
| Slovenien | 5 | 1 | 0 | 5 | 13 | 33 | 2 | −20 |
| Österrike | 5 | 0 | 0 | 5 | 0  | 96 | 0 | −96 |

### Resultat
| Datum           | Match                 | Resultat | Stad        | Publik | Rapport |
| --------------- | --------------------- | -------- | ----------- | ------ | ------- |
| 2 februari 2011 | Slovenien - Polen     | 1 - 7    | Rakoniewice | 170    | Rapport |
| 2 februari 2011 | Österrike - Slovakien | 0 - 17   | Rakoniewice | 77     | Rapport |
| 2 februari 2011 | Ungern - Estland      | 6 - 2    | Rakoniewice | 109    | Rapport |
| 3 februari 2011 | Polen - Österrike     | 23 - 0   | Rakoniewice | 210    | Rapport |
| 3 februari 2011 | Estland - Slovenien   | 8 - 2    | Rakoniewice | 50     | Rapport |
| 3 februari 2011 | Slovakien - Ungern    | 5 - 2    | Rakoniewice | 60     | Rapport |
| 4 februari 2011 | Ungern - Österrike    | 34 - 0   | Rakoniewice | 63     | Rapport |
| 4 februari 2011 | Estland - Polen       | 4 - 4    | Rakoniewice | 310    | Rapport |
| 4 februari 2011 | Slovenien - Slovakien | 0 - 10   | Rakoniewice | 45     | Rapport |
| 5 februari 2011 | Polen - Ungern        | 6 - 0    | Rakoniewice | 390    | Rapport |
| 5 februari 2011 | Slovakien - Estland   | 6 - 2    | Rakoniewice | 90     | Rapport |
| 5 februari 2011 | Österrike - Slovenien | 0 - 7    | Rakoniewice | 67     | Rapport |
| 6 februari 2011 | Slovakien - Polen     | 6 - 7    | Rakoniewice | 354    | Rapport |
| 6 februari 2011 | Ungern - Slovenien    | 8 - 3    | Rakoniewice | 56     | Rapport |
| 6 februari 2011 | Estland - Österrike   | 15 - 0   | Rakoniewice | 18     | Rapport |

## Grupp 3 Nordamerika
Kvalet avgjordes i Vancouver, Kanada mellan den 4 och 5 februari 2011

### Tabell
Not: M = Spelade matcher, V = Vinster, O = Oavgjorda matcher, F = Förluster, GM = Gjorda mål, IM = Insläppta mål, P = Poäng, MSK = Målskillnad
| Lag    | M | V | O | F | GM | IM | P | MSK |
| ------ | - | - | - | - | -- | -- | - | --- |
| USA    | 2 | 2 | 0 | 0 | 16 | 2  | 4 | +14 |
| Kanada | 2 | 0 | 0 | 2 | 2  | 16 | 0 | -14 |

### Resultat
| Datum           | Match        | Resultat | Stad      | Publik | Rapport |
| --------------- | ------------ | -------- | --------- | ------ | ------- |
| 4 februari 2011 | Kanada - USA | 2 - 8    | Vancouver | 187    | Rapport |
| 5 februari 2011 | USA - Kanada | 8 - 0    | Vancouver | 311    | Rapport |

## Grupp 4 Asien/Oceanien
Kvalet avgjordes i Perth, Australien mellan den 29 och 30 januari 2011

### Tabell
Not: M = Spelade matcher, V = Vinster, O = Oavgjorda matcher, F = Förluster, GM = Gjorda mål, IM = Insläppta mål, P = Poäng, MSK = Målskillnad
| Lag       | M | V | O | F | GM | IM | P | MSK |
| --------- | - | - | - | - | -- | -- | - | --- |
| Japan     | 2 | 1 | 0 | 1 | 12 | 9  | 2 | +3  |
| Singapore | 2 | 1 | 0 | 1 | 9  | 12 | 2 | -3  |

### Resultat
| Datum           | Match             | Resultat | Stad  | Publik | Rapport |
| --------------- | ----------------- | -------- | ----- | ------ | ------- |
| 29 januari 2011 | Singapore - Japan | 5 - 3    | Perth | 73     | Rapport |
| 30 januari 2011 | Japan - Singapore | 9 - 4    | Perth | 70     | Rapport |